# تقی کندی (پارس‌آباد)
تقی کندی یک منطقهٔ مسکونی در ایران است که در استان اردبیل واقع شده‌است. براساس سرشماری مرکز آمار ایران در سال ۱۳۹۵، تقی کندی ۷۳ نفر جمعیت دارد.